# رفاعة

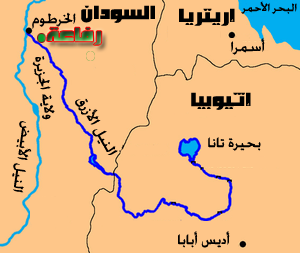
رفاعة/ ولاية الجزيرة

تقع مدينة رفاعة في ولاية الجزيرة وهي عاصمة شرق الجزيرة ومساحتها تزيد عن (16) كيلومتر مربع. وتعتبر توأم مدينة الحصاحيصا من جهة الشرق للنيل الأزرق ، ويربطهما جسر واصل بين المدينتين .

## أحياء المدينة

عدد الأحياء 24 والمساجد 23 والخلاوي القديمة 12 والموجودة اليوم 6 والأندية 12،
أشهر المساجد الحسيناب الخليفة علي العتيق ولطفي وأنصار المهدي وأنصار السنة والخليفة عثمان وديم العوض ومسجد الرجاء والزهراء والشهداء وأشهر خلاويها أحمد وقيع الله الخليفة الحسن تور يس وود نعمة والنقر والعمرابي وود الفادني والمغواري والأزهري والرفاعي .

## أندية رياضية
أشهر الأندية الشعلة والعلم والتاكا الأهلي والهلال والبحيرة والنهر وود نوباوي والمريخ.

### التعليم

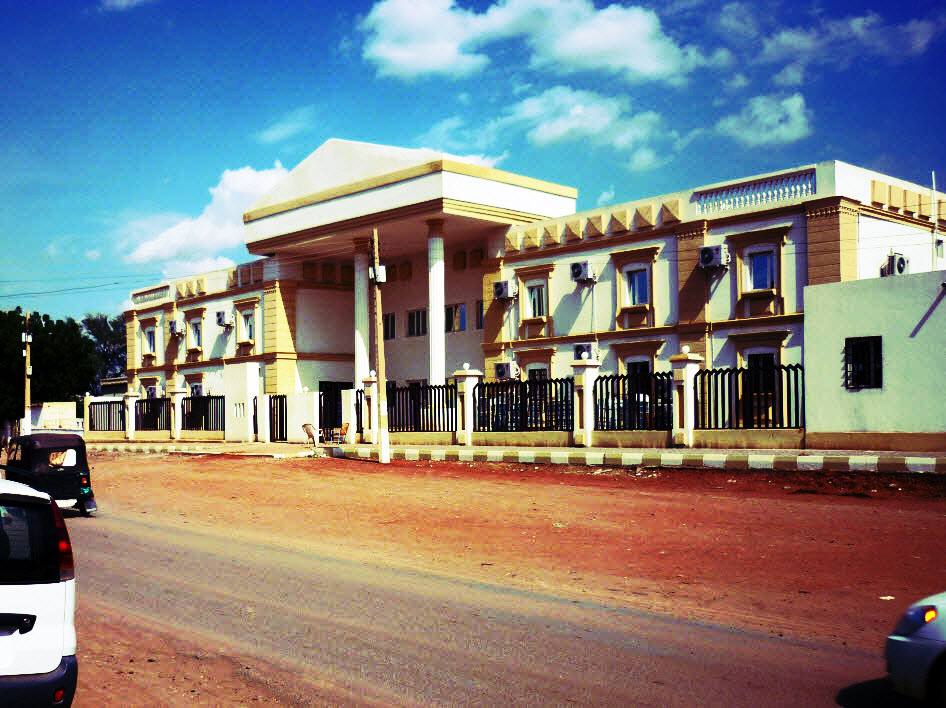
صورة مبني محكمة رفاعة

رفاعة كانت بها مدرسة الشيخ لطفي التي خصصت للأخوة الجنوبيين لمدة تزيد عن عشرين عاما وتخرج منها معظم قيادات الحركة الشعبية لتحرير السودان الشابة الموجودين اليوم على رأس الحركة.
تمتاز المدينة بالترابط الاجتماعي فهي مدينة بطبائع قرية، وهي حاضرة التعليم في السودان حيث أسس بابكر بدري فيها أول مدرسة للبنات بالسودان في عام 1907 وقد انتقل لاحقًا إلى أمدرمان حيث أسس مدارس الأحفاد .

## أعلام رفاعة
- بابكر بدري
- محمود محمد طه
- الحسن بكري
- الشيخ لطفي محمد عبد الله
- الشيخ الأمين خالد قوي
- الشاعر محمد عثمان عبد الرحيم
- الفنان التشكيلي عثمان وقيع الله
- الشيخ الازهري